# Giovanni Boscoli
Giovanni Boscoli, detto Giovanni della Fontana o Nanni da Montepulciano (Montepulciano, 1524 circa – Parma, 1592 circa), è stato uno scultore e architetto italiano.
Figlio di Tomaso, anch'egli architetto, fu allievo di Giorgio Vasari. Si trasferì a Parma nel 1564 al servizio del duca Ottavio Farnese, che gli affidò la progettazione della grande fontana del Palazzo del Giardino. A Parma realizzò anche il Corridore del palazzo della Pilotta. Progettò la villa Carona a Fornovo, la villa Paveri Fontana a Collecchio e le fortificazioni di Borgo San Donnino. A Parma era chiamato «Giovanni della Fontana» per essere stato il creatore della fontana monumentale del palazzo del Giardino.
Gli sono attribuiti, assieme a Leonardo Ricciarelli, gli stucchi dorati sulle pareti della sala dedicata a Leone X del Quartiere di Leone X di Palazzo Vecchio a Firenze. Sempre a Palazzo Vecchio, nel salone dei Cinquecento, realizzò una "tartaruga dorata con la vela".